# هنري قطان
هنري قطان (بالإنجليزية: Henry Cattan)‏‏ (1906 في القدس - 1992 ) كاتب من فلسطين.
التحق بمدرسة الفرير (القدس)، اتم دراسة الصحافة في جامعة لندن عام 1926، وحصل على مزاولة المحاماة من جامعة باريس عام 1929، أكمل ماجستير من جامعة لندن عام 1932، وانضم إلى نقابة المحامين الفلسطينيين عام 1932، عمل محاضرًا في معهد الحقوق الفلسطيني في القدس حتى عام 1942.
كان عضواً في مجلس فلسطين للقانون (1940-1948)، قدّم أدلة أمام لجنة استقصاء الحقائق الانجلو-ساكسونية في قضية فلسطين عام 1946 بالنيابة عن اللجنة العربية العليا، وشارك في وفد فلسطين أمام الجمعية العامة للامم المتحدة في جلستها الطارئة الثانية في لايك ساكسس في نيويورك. قررت جامعة الدول العربية تعيينه للمشاركة بالمحادثات مع الكونت برنادوت.
استقر في باريس بعد النكبة. نشر كتب منها: فلسطين، العرب وإسرائيل: البحث عن العدالة (1969)، فلسطين والقانون الدولي (1976)، جنائن المسرّة (1982). توفّي في باريس عام 1992.